# Michael Brandenbourg
Michael Brandenbourg (6 oktober 1986) is een Belgische atleet, die gespecialiseerd is in de lange afstand, het veldlopen en het berglopen. Hij veroverde twee Belgische titels.

## Biografie
Brandenbourg nam in 2004 als junior deel aan zowel de wereldkampioenschappen veldlopen als aan de Europese kampioenschappen veldlopen. Hij behaalde daarbij geen ereplaatsen. Twee jaar later nam hij als belofte deel aan de Europese kampioenschappen veldlopen U23. In 2007 wist hij zich op de 10.000 m te plaatsen voor de Europese kampioenschappen U23. Hij werd negentiende in de rechtstreekse finale. Twee jaar nadien werd hij tweeënveertigste op de EK veldlopen.
Na enkele medailles op de 5000 m en de halve marathon, werd hij in 2012 voor het eerst Belgisch kampioen. Dit op de 10.000 m. Het jaar nadien behaalde hij de titel in het berglopen. Ook in het berglopen nam hij al enkele malen deel aan de Europese en wereldkampioenschappen.
Brandenbourg was aangesloten bij Athlétisme Running Ciney Haute-Meuse (ARCH) en stapte over naar FC Luik.

## Belgische kampioenschappen
| Onderdeel | Jaar |
| --------- | ---- |
| 10.000 m  | 2012 |
| berglopen | 2013 |

## Persoonlijke records
Baan
| Onderdeel      | Prestatie | Datum            | Plaats         |
| -------------- | --------- | ---------------- | -------------- |
| 1500 m         | 3.48,36   | 12 juli 2008     | Brussel        |
| 3000 m         | 8.09,50   | 18 augustus 2007 | Tessenderlo    |
| 5000 m         | 14.04,60  | 18 juli 2009     | Heusden-Zolder |
| 10.000 m       | 29.26,22  | 5 mei 2012       | La Louvière    |
| 3000 m steeple | 9.24,30   | 2 augustus 2009  | Oordegem       |

Weg
| Onderdeel      | Prestatie | Datum             | Plaats      |
| -------------- | --------- | ----------------- | ----------- |
| 10 km          | 29.38     | 1 april 2012      | Brunssum    |
| 10 Eng. mijl   | 49.50     | 23 september 2012 | Amsterdam   |
| 20 km          | 1:03.33   | 26 mei 2013       | Brussel     |
| halve marathon | 1:05.27   | 11 november 2012  | Ploegsteert |
| 30 km          | 1:38.59   | 14 februari 2016  | Schoorl     |
| marathon       | 2:18.32   | 17 april 2016     | Hamburg     |

## Palmares

### 5000 m
- 2008:  BK AC – 14.38,20

### 10.000 m
- 2007: 19e EK U23 te Debrecen – 32.01,26
- 2012:  BK AC te La Louvière – 29.26,22

### halve marathon
- 2009:  BK AC te Herve – 1:11.21
- 2011:  BK AC te Diksmuide – 1:08.27

### 30 km
- 2015:  Groet uit Schoorl Run – 1:39.17
- 2016:  Groet uit Schoorl Run – 1:38.59

### marathon
- 2014:  marathon van Brussel – 2:21.33
- 2018:  marathon van Namen – 2:28.16

### veldlopen
- 2004: 67e WK U20 te Brussel
- 2004: 103e EK U20 te Usedom - Heringsdorf
- 2006: 54e EK U23 te Legnano
- 2009: 42e EK te Dublin

### berglopen
- 2013:  BK AC te Malmedy
- 2014: 33e EK te Gap
- 2015: 35e WK te Betws Y Coed
- 2016: 60e WK te Sapareva Banya